# Beach House
Beach House — американський інді-гурт, створений у Балтиморі у 2004 році нинішніми учасниками Вікторією Леґран (вокал, клавішні) та Алексом Скаллі (гітара, клавішні, бек-вокал). Їхня творчість характеризується гіпнотичним дрим-поп стилем.
Їхній однойменний дебютний альбом вийшов 2006 року і отримав схвальні відгуки критиків, після чого вийшли Devotion (2008), Teen Dream (2010), Bloom (2012), Depression Cherry (2015), Thank Your Lucky Stars (2015), 7 (2018) та Once Twice Melody (2022).

## Історія

### 2004—2007: Формування таBeach House
У нас було багато сесій про те, як нам себе називати. Це було досить кумедно. Ми намагалися описати всі ці потойбічні речі, речі, які б відображали те, як ми звучимо. І там була згадка про пляжну вечірку на Місяці. У нас вже була пісня під назвою "House on the Hill", і, по суті, вона просто вийшла одного дня: Beach House. Чому б просто не назвати її так? Думаю, нам пощастило.— Вікторія Леґран
Вокалістка та органістка Вікторія Леґран, яка закінчила Вассар-Коледж у 2003 році, та гітарист Алекс Скаллі, який закінчив Оберлінський коледж у 2004 році, створили гурт у 2004 році після знайомства на інді-рок сцені Балтимора. Вони створюють музику, що складається переважно з органа, запрограмованих барабанів і сталевих гітар. Скаллі розповідав про походження назви гурту: «Ми писали музику, і у нас були всі ці пісні, а потім настав той момент, коли ви запитуєте: 'Як ми себе назвемо?'. Ми намагалися інтелектуалізувати це, але це не спрацювало. Були різні назви рослин, Гліцинія і тому подібне. Дурниці. Але як тільки ми перестали намагатися, це просто вийшло, це просто сталося. І це здалося ідеальним». В інтерв'ю Pitchfork Леґран так пояснила свій статус гурту, що складається з двох членів: «Це спосіб кинути виклик самим собі: Що ви робите, коли вас лише двоє? … Однією з причин, чому це був такий цікавий досвід для мене, є те, що удвох набагато легше досягати того, що здається захопливим і новим».
У серпні 2006 року їхня пісня «Apple Orchard» увійшла до MP3-мікстейпу Pitchfork. У жовтні 2006 року на лейблі Carpark Records вийшов однойменний дебютний альбом гурту Beach House, який посів 16-те місце у списку найкращих альбомів того року за версією Pitchfork. Альбом був записаний на 4-трековий рекордер протягом двох днів у підвалі Скаллі.

### 2008—2010:Devotionта інші проєкти

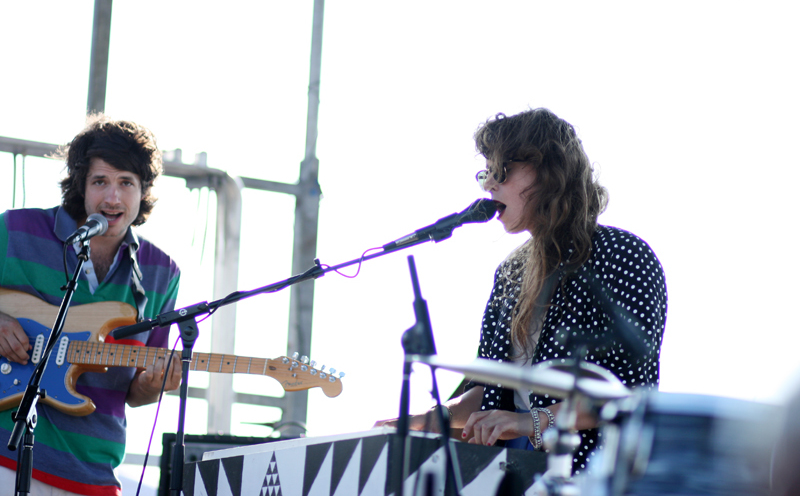
Виступ Beach House у серпні 2009 року

Другий альбом Beach House, Devotion, вийшов 26 лютого 2008 року. Він був прийнятий з таким же успіхом, як і перший, і увійшов до списку найкращих альбомів 2008 року за версією Pitchfork. 21 жовтня 2008 року гурт випустив сингл «Used to Be».
Beach House також записали кавер на пісню Queen «Play the Game» для релізу в iTunes Store компіляції Red Hot Organization Dark Was The Night 2009 року.
У 2009 році Леґран виконала бек-вокал у пісні «Two Weeks» інді-рок гурту Grizzly Bear. Пізніше вона знову співпрацювала з групою, записавши вокал для пісні «Slow Life», що стала внеском гурту в саундтрек до фільму Сутінки: Молодий місяць.
У жовтні 2010 року гурт випустив благодійну футболку для проєкту Yellow Bird Project, щоб зібрати гроші для жіночого притулку House of Ruth у Меріленді для жертв домашнього насильства.

### 2010—2011:Teen Dream

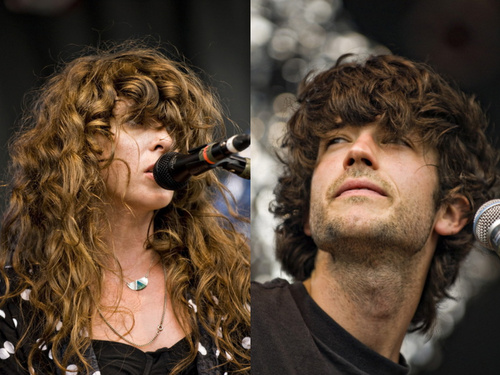
Beach House на музичному фестивалі Pitchfork 2010

Teen Dream, «динамічний та інтенсивний» третій альбом дуету, вийшов на лейблі Sub Pop 26 січня 2010. Він був виданий у Великій Британії лейблом Bella Union та в Мексиці лейблом Arts & Crafts. Він містить новішу версію синглу 2008 року «Used to Be». Тим часом, «Norway», перший сингл з Teen Dream, був доступний для безкоштовного завантаження на сайті гурту 17 листопада 2009 року; пізніше він був просунутий на iTunes як безкоштовний сингл тижня, починаючи з 12 січня 2010 року. Продюсером та інженером альбому виступив Кріс Коуді (Yeah Yeah Yeahs, TV on the Radio, Grizzly Bear). На пісні «Silver Soul» та «Real Love» були зняті відеокліпи, створені відомою командою The Masses. Одностайно позитивні відгуки про альбом принесли гурту більшу кількість шанувальників, а на концертах гурту були помічені Jay-Z та Бейонсе.
Teen Dream увійшов до списку 50 найкращих альбомів 2010 року за версією Pitchfork під номером 5 з наступними примітками:
Teen Dream мало змінив основні характеристики Beach House — повільні біти, на які нашаровуються туманні клавішні дрони, хвилеподібні гітарні фігури та меланхолійні мелодії Вікторії Леґран, — але значно посилив їх до такої міри, що переосмислив сутність гурту, перетворивши його з інтровертних споглядачів на впевнену, емоційно напористу силу". — Стюарт Берман.
Про успіх альбому і те, що численні видання назвали його «проривним» альбомом групи, Леґран заявила: «Я розглядаю це як ще один крок у напрямку. Я не хотіла би сказати, що 2010 рік обов'язково буде нашим роком, я сподіваюся, що це просто ще один рік, в якому ми зробимо хорошу роботу. Я не хочу, щоб мене визначали цим роком, я хочу, щоб це був лише початок».
Альбом також увійшов до книги 1001 альбом, які ви повинні почути, перш ніж померти.

### 2012—2014:Bloom

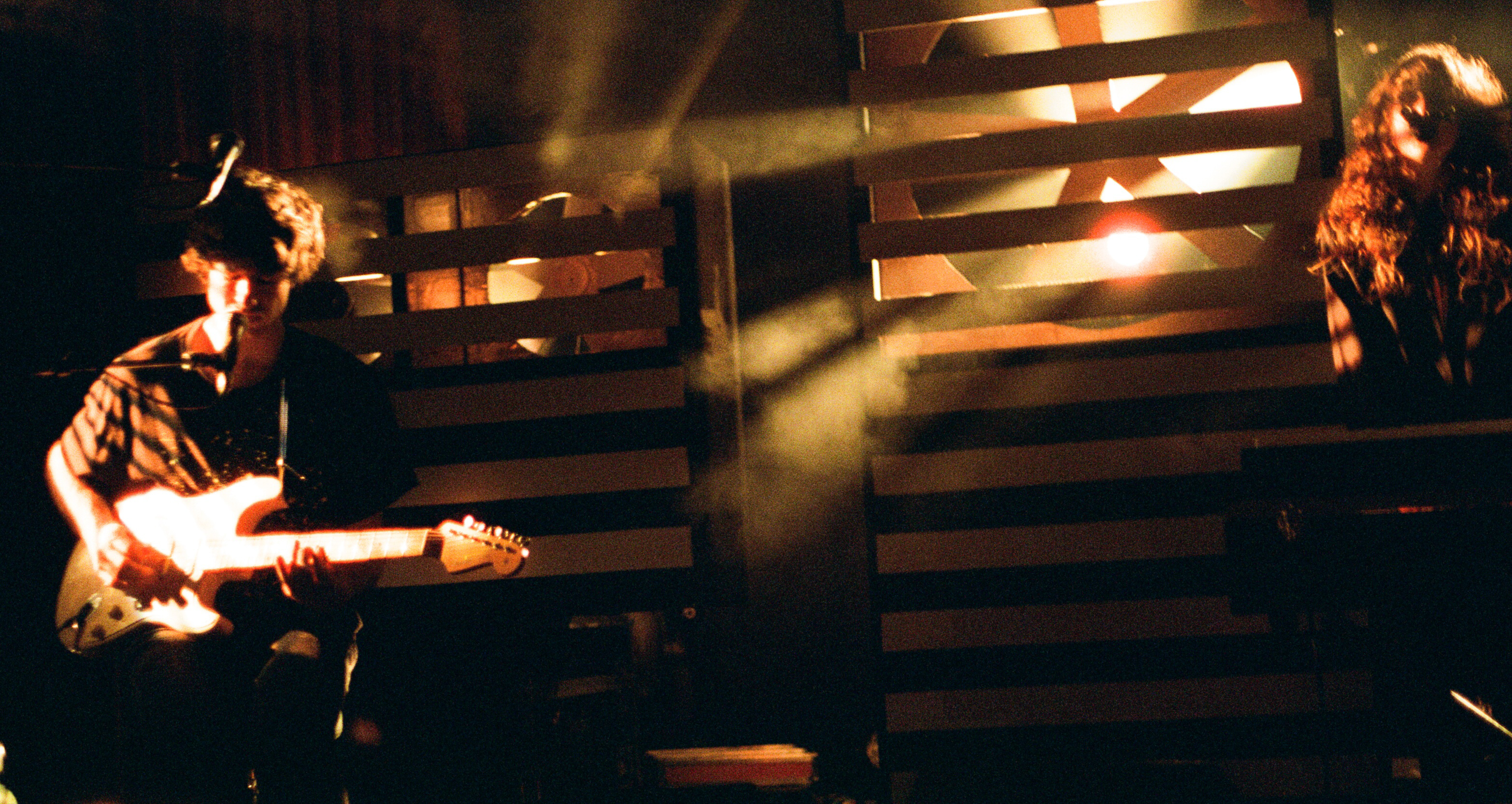
Beach House, 2012, The Orange Peel, Ешвіль, Північна Кароліна

7 березня 2012 року гурт виклав на своєму сайті нову пісню «Myth». Альбом Bloom вийшов 15 травня 2012 року на лейблі Sub Pop. Друга пісня з альбому, «Lazuli», вийшла 13 квітня 2012. Beach House були зображені на обкладинці випуску № 80 журналу The Fader. Кліп на «Lazuli» вийшов 6 червня 2012. Режисером кліпу виступив Аллен Корделл, який також зняв відео на «Walk in the Park» з Teen Dream. Також вийшов відеокліп на трек «Wild». Кліп на пісню «Wishes» режисера Еріка Варехайма з Реєм Вайзом у головній ролі вийшов 7 березня 2013 року.
Гурт випустив короткометражний фільм Forever Still 4 лютого 2013. Фільм, знятий учасниками гурту та Максом Голдманом, був натхненний виступом Pink Floyd Live at Pompeii і показує гурт, який виконує пісні з альбому Bloom на різних майданчиках навколо Торнілло, штат Техас, де був записаний альбом. Ідея фільму виникла через бажання гурту зробити якісний промо-контент, який вони могли б контролювати в художньому плані: «Раніше ми брали участь у занадто великій кількості живих виступів, радіозаписів, фотосесій і т. д., де результат був набагато нижчим за наші особисті мистецькі стандарти. Ми також відчували потребу дистанціюватися від 'контентної' культури інтернету, яка надає перевагу кількості над якістю, а шоку — над нюансами».

### 2015—2017:Depression CherryіThank Your Lucky Stars

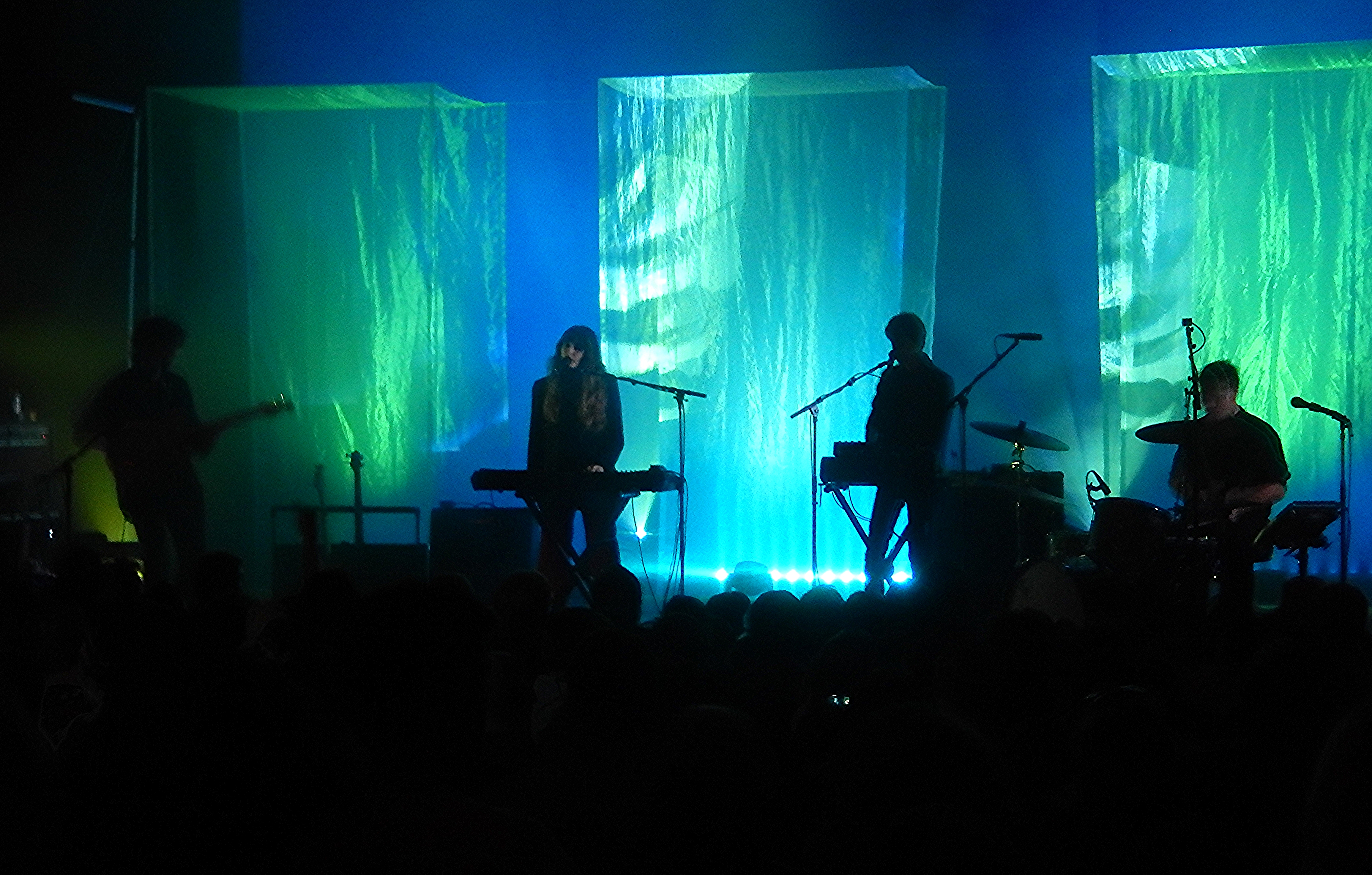
Виступ Beach House, 2015

26 травня 2015 року гурт анонсував свій п'ятий альбом Depression Cherry. Він вийшов 28 серпня на лейблі Sub Pop (на Bella Union у Великобританії) і гурт оголосив про світове турне на його підтримку. Говорячи про напрямок нового альбому, гурт сказав: «Загалом, цей запис демонструє повернення до простоти, з піснями, побудованими навколо мелодії і декількох інструментів, з живими барабанами, які відіграють набагато меншу роль. Зі зростанням успіху Teen Dream і Bloom, більші сцени і більші зали природно підштовхнули нас до гучнішого і агресивнішого звучання; місця, більш далекого наших природних схильностей. Тут ми продовжуємо дозволяти собі розвиватися, повністю ігноруючи комерційний контекст, в якому ми існуємо.» «Я думаю, цей альбом продовжує змінювати своє значення для мене. Але якщо вже на те пішло, він сповнений багатьма речами. Любов, біль, старіння, боротьба з втратами, відпускання. Це, в кінцевому рахунку, те, що відчуває слухач у відповідь на нього», — описала Леґран. «Назва Depression Cherry — це як танець між цими двома енергіями. Це дуже абстрактне відчуття підсумувало для нас енергетичне поле альбому», — уточнювала Вікторія. Платівка отримала схвальні відгуки від критиків.
7 жовтня 2015 року гурт анонсував шостий альбом, Thank Your Lucky Stars, який вийшов вже 16 жовтня. Платівка була спродюсована гуртом спільно з Крісом Коуді. Він отримав схвальні відгуки критиків. Хоча альбом був записаний разом з Depression Cherry, гурт вважав, що записи слід розглядати як окремі, не пов'язані між собою роботи.
28 вересня 2015 року популярний музичний вебсайт Spin повідомив, що гурт виконав нову пісню під назвою «Helicopter Dream (I'm Awake)» у новому подкасті фронтмена Flaming Lips Вейна Койна. Інші музичні вебсайти, зокрема Consequence of Sound, Fact, Stereogum. Однак, за словами представників гурту, пісня виявилася підробкою. В електронному листі до Spin представники гурту заявили: «Це не нова пісня. Це навіть не їхні голоси на тому подкасті. Вибачте!» Це спричинило появу статті у блозі Gawker, який використав цю містифікацію як приклад того, «як легко обдурити блогера».
Примітно, що реакція на фальшивий трек була переважно позитивною: Spin назвав його «розмитою космічною одіссеєю», а Consequence of Sound — «просоченим реверберацією номером». Навіть сам гурт дав позитивний відгук, написавши у твіттері: «Тому, хто зробив це фальшиве інтерв'ю для подкасту, нам подобається твоя пісня про вертоліт». Фальшиву пісню і підробку для подкасту видання Noisey назвало одним із Найкращих тролів 2015 року.
31 січня 2017 року гурт оголосив про турне Північною Америкою. Крім того, вони оголосили, що працюють над компіляцією бі-сайдів і раритетів. Зрештою, 30 червня 2017 року збірка B-Sides and Rarities вийшла, і була підтримана новою піснею «Chariot», яка стала головним синглом компіляції і однією з двох раніше невиданих пісень на ній. У промо-біо гурт написав: «[B-Sides and Rarities] був хорошим кроком для нас. Це допомогло нам очиститися від минулого і покласти його на лопатки. Він допоміг нам прибрати у творчій шафі, покласти минуле в ліжко і почати все заново».

### 2018—2019:7
15 лютого 2018 року гурт випустив нову пісню «Lemon Glow» і оголосив її основним синглом з майбутнього альбому, який, за їхніми словами, вийде «пізніше цієї весни». 7 березня гурт випустив ще один сингл з альбому, «Dive», разом з оголошенням назви альбому.

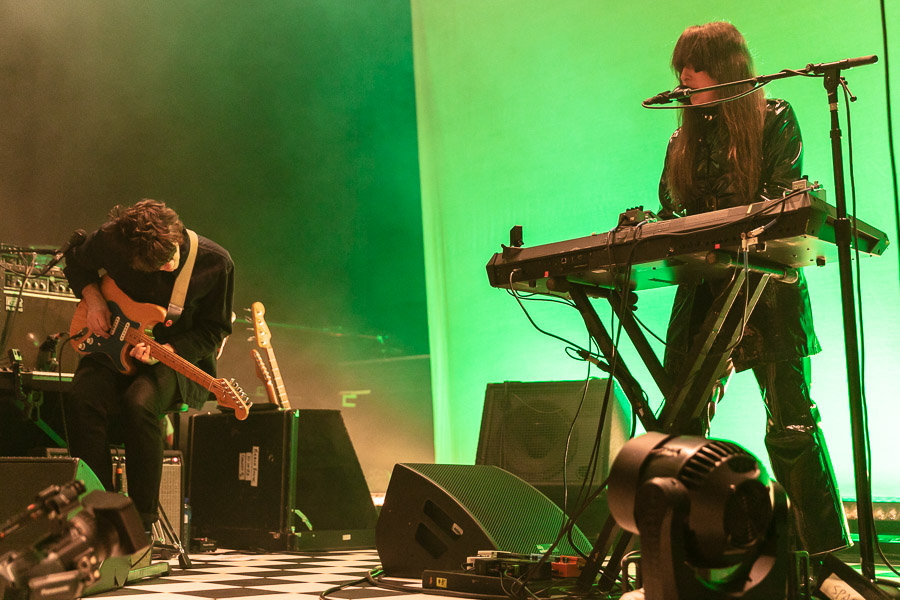
Beach House під час виступу, 2018

7 — сьомий студійний альбом Beach House, що вийшов 11 травня 2018 року на лейблі Sub Pop. Він слідує за альбомом-компіляцією B-Sides and Rarities, який вийшов у 2017 році та послужив прислів'ям «прибирання в шафі», щоб прокласти шлях для нового творчого процесу.
Альбом ознаменував відхід гурту від багаторічного продюсера Кріса Коуді. 7 був спродюсований Beach House та Пітом «Sonic Boom» Кембером. Його робота з гуртами Spacemen 3 і Spectrum вразила гурт, і він звернувся до нього, щоб дізнатися, чи не хотів би він стати співпродюсером альбому разом з ними. На записі також звучать барабани Джеймса Бероуна, багаторічного концертного барабанщика гурту.
Під час запису альбому 7 гурт прагнув до відродження та омолодження. Вони хотіли переосмислити старі методи і позбутися деяких самообмежень. У минулому вони часто обмежували свою творчість лише тими частинами, які можна було виконати наживо. На сьомому альбомі вони вирішили слідувати тому, що виходило природно. Як результат, є пісні без гітари, а є й без клавішних. Є пісні з нашаруваннями і продакшеном, які вони ніколи не змогли б відтворити наживо, і це було для них захоплююче. По суті, дозволивши творчому настрою, а не інструментарію, диктувати відчуття альбому.
«Цей альбом вийшов дуже кінетичним. Ми, як правило, робимо досить спокійну музику, і на цьому альбомі відчувалося, що ми були дуже схвильовані киплячим, хаотичним, суперечливим енергетичним полем. … Вайб і шоу стають енергійнішими і безладнішими, але, як я вважаю, це круто. Можливо, трохи більше 'рок-н-ролу', якщо використовувати старий термін», — додає Скаллі.
23 жовтня 2018 року гурт випустив лімітований 7-дюймовий вініл з піснею «Lose Your Smile» з альбому 7 на стороні A і новим треком із сесій над 7 під назвою «Alien» на стороні Б. Вініл спочатку продавався під час європейського турне гурту у вересні-жовтні. Крім того, «Alien» вийшов як окремий сингл для цифрового завантаження і стрімінгових сервісів.

### 2021–дотепер:Once Twice Melody
У листопаді 2021 року гурт анонсував свій восьмий студійний альбом Once Twice Melody, реліз якого відбувся 18 лютого 2022 року. 18-трековий подвійний альбом вийшов у чотирьох «частинах». Перша частина вийшла 10 листопада 2021 року, наступні три частини — 8 грудня 2021 року, 19 січня 2022 року та 18 лютого 2022 року. На підтримку альбому гурт гастролював протягом усього 2022 року.
В анотаціях до альбому Once Twice Melody Джеймс Бероун також вперше вказаний як повноправний учасник гурту. Їх біографія на Spotify також була оновлена, щоб відобразити цю зміну складу.
16 лютого 2023 року гурт анонсував мініальбом Become, що містив п'ять раніше невиданих пісень із сесій Once Twice Melody. Проєкт вийшов 22 квітня 2023 року як ексклюзив до Дня магазину звукозапису, а 28 квітня 2023 року став доступним на стрімінгах.
19 серпня 2023 року гурт виступив куратором і представив улюблений фільм Лінн Ремсі Morvern Callar на інавгураційному фестивалі New/Next Film Festival у Балтиморі.

## Музика до різних проєктів
У 2021 році Beach House співпрацювали з Meow Wolf, імерсивною арт-продюсерською компанією, що базується в Санта-Фе (Нью-Мексико). Гурт написав музику до короткометражного фільму Marin's Dreams та створив саундскейпи для нової постійної інсталяції Meow Wolf у Лас-Вегасі під назвою Omega Mart. Гурт написав музику для трьох кімнат в інсталяції — «Upload Ghost», скульптури, спроєктованої Стівеном Хенді, «Goblin Computer», та «Marin and Rose's Dwelling».
У березні 2022 року було оголошено, що Beach House створить музику до фільму Софії Альварес Безсоння для двох на Netflix.

## Музичний стиль і вплив
Beach House найчастіше називають дрим-поп-гуртом. Успіх гурту наприкінці 2000-х закріпив популярність піджанру дрим-попу серед слухачів-міленіалів. Ранній матеріал Beach House, Devotion і Teen Dream також описують як інді-поп і Lo-Fi. Їхній пізній матеріал все частіше включає електронні текстури. Їх стиль також описують як шугейз.
Вокал співачки Вікторії Леґран часто порівнюють з Ніко. Деякі музичні видання також порівнюють вокал Леґран з вокалісткою психоделічного року 1980-х років Кендрою Сміт з гурту Opal. Гітарист Алекс Скаллі грає на гітарі Fender Stratocaster у строї E♭. Вплив групи включає This Mortal Coil, Cocteau Twins, The Zombies, Браяна Вілсона, Франсуаза Арді, Ніла Янга, Big Star, Tony, Caro and John і Кріса Белла.
Beach House перезаписали пісню гурту Tony, Caro and John «Snowdon Song» і перейменували її на «Lovelier Girl». Пісня вийшла на однойменному альбомі гурту без зазначення авторства. Спочатку Тоні Дор з Tony, Caro and John заявив: «Я ще не бачив багато чого з точки зору роялті або визнання авторства». Однак через кілька місяців Дор повідомив, що відбулися дискусії про те, щоб застосувати належну атрибуцію до перевидань однойменного альбому.
Леґран описала створення нової музики і випуск альбомів як необхідність для гурту: «Коли ми вирішуємо, що запис завершено, я думаю, що це означає змиритися і сказати: 'Добре, я думаю, що ми зробили все, що могли зробити, і тепер настав час відпустити ці речі'. Тому що якщо ми будемо триматися за них, ми можемо знищити їх або вони можуть ніколи не вийти. Існують різні типи художників, і я думаю, що деякі люди люблять триматися за речі і стають дуже перфекціоністами. Але перфекціонізм — це свого роду синонім руйнування. Він дійсно може бути стримуючим фактором для чиєїсь еволюції. Ми з Алексом завжди відчували, що випускати альбоми дуже важливо. Це наше внутрішнє відчуття».
Музику Beach House семплювали відомі хіп-хоп та R&B виконавці. 2011 року The Weeknd використав семпли «Master of None» і «Gila» у своїх піснях «The Party & the After Party» і «Loft Music» відповідно. Кендрік Ламар використав семпл «Silver Soul» для свого хіта «Money Trees». Реп-гурт G-Side використав семпл «10 Mile Stereo» у своїй пісні «How Far».
Beach House також надихав музикантів на написання пісень. Поп-дует The Chainsmokers написав пісню «Beach House» як оду прослуховуванню гурту. Вейн Койн з Flaming Lips включив альбом Beach House Bloom до десятки платівок, які змінили його життя.

## Живі виступи
Гурт багато гастролював в усьому світі. Про гастролі Леґран заявила: «Ми обожнюємо гастролі. Це коли ти потрапляєш у ритм, граючи щовечора. Це може бути дуже весело. І я думаю, що ти дізнаєшся, куди хочеш рухатися зі своєю музикою».
Beach House відомі своїми насиченими візуальними шоу, які піднімають їх звучання на новий рівень. Скаллі вважає, що грати живу музику — це найкращий спосіб налагодити зв'язок з фанатами. Інновації гурту в оформленні турів почалися з лайтбоксів з диско-кулями, які Скаллі та Леґран виготовили для свого першого туру.
У березні 2009 року гурт виступив на фестивалі SXSW в Остіні, штат Техас. У квітні 2010 року гурт виступив на фестивалі Coachella в Індіо, штат Каліфорнія. У червні 2010 року під час виступу на сцені The Park Stage на Glastonbury гурт постав перед «технічними труднощами через надмірну кількість MDMA». У серпні 2010 року гурт приєднався до туру Vampire Weekend як один з двох гуртів на розігріві, іншим гуртом були Dum Dum Girls. У жовтні 2010 року Beach House виступили на музичному фестивалі Austin City Limits Music Festival. 20 грудня 2010 року гурт виступив на ток-шоу Conan.
Гурт був обраний Animal Collective для виступу на фестивалі All Tomorrow's Parties, який вони курували у травні 2011 року, а також обраний гуртом Portishead для виступу на фестивалі ATP I'll Be Your Mirror, який вони курували у липні 2011 року в лондонському Alexandra Palace. 29 травня 2011 року гурт виступив на фестивалі Sasquatch! Music Festival. 31 липня 2011 року гурт виступив на музичному фестивалі Fuji Rock у місті Ніїґата, Японія. 16 жовтня 2011 року гурт виступив на музичному фестивалі Treasure Island. 18 травня 2012 року вони з'явилися на Late Show з Девідом Леттерманом, а в неділю, 15 липня 2012 року, відіграли заключний сет на Червоній сцені під час музичного фестивалю Pitchfork.
У травні 2012 року гурт з'явився на шоу Later… with Jools Holland, зігравши «Myth» і «Lazuli» зі свого альбому 2012 року Bloom. 26 липня 2012 року вони виконали уривки з Bloom «Wild» і «Wishes» на шоу Late Night with Jimmy Fallon.
17 жовтня 2015 року гурт виконав пісню «One Thing» зі свого альбому Thank Your Lucky Stars (який дебютував того ж вечора) на шоу The Late Show with Stephen Colbert.
Beach House виступили на фестивалі Coachella 2016, а також на Pickathon 2016 за межами Портленда, штат Орегон та FYF Fest 2016 у Лос-Анджелесі, штат Каліфорнія. 15 липня 2016 року гурт став хедлайнером музичного фестивалю Pitchfork у Чикаго, штат Іллінойс. 13 серпня гурт виступив на музичному фестивалі Eaux Claires в О-Клер, штат Вісконсин.
«Я вважаю, що наше шоу з сімома матеріалами, візуально і музично, є найкращим, яким воно коли-небудь було. Воно розвивалося протягом тривалого періоду часу. Спочатку це була лише ідея, але тепер це досвід…. Ми хочемо змусити людей залишити себе. Будь-який хороший мистецький досвід є таким», — додає Скаллі.
У березні 2018 року гурт оголосив про великий гастрольний тур, який розпочався наприкінці квітня у Штатах і тривав до осені в Європі. У серпні 2019 року Beach House додали нові дати туру в США, включаючи зупинки в Берлінгтоні та Клівленді, а також Гранд-Репідс і Мілуокі, виступивши на фестивалі Osheaga в Монреалі, Psycho Fest у Лас-Вегасі та Bellwether Music Festival у Вейнсвіллі, штат Огайо.

## Учасники гурту
| Beach House - Вікторія Леґран — вокал, клавішні, гітара, бас-гітара - Алекс Скаллі — гітара, бас-педаль, бас-гітара, клавішні, бек-вокал, програмування доам-машини - Джеймс Бероун — барабани, перкусія, бас-гітара (2022-дотепер, музикант у турі 2016—2022) | Колишні гастролюючі музиканти - Джейсон Роберт Кувер — барабани, перкусія - Деніел Франц — барабани, перкусія - Скайлер Ск'єлсет — бас-гітара, клавішні, бек-вокал (2015—2016) - Кріс Бер — барабани, перкусія (2014 тур Northern Exposure) - Ґрем Гілл — барабани, перкусія, бек-вокал |

## Дискографія
Студійні альбоми
- Beach House (2006)
- Devotion (2008)
- Teen Dream (2010)
- Bloom (2012)
- Depression Cherry (2015)
- Thank Your Lucky Stars (2015)
- 7 (2018)
- Once Twice Melody (2022)